# 雪萨乡
雪萨乡（藏語：ཞོལ་གསར，威利转写：zhol gsal），是中华人民共和国西藏自治区山南市隆子县下辖的一个乡镇级行政单位。

## 行政区划
雪萨乡下辖以下地区：
日萨村、斯巴村、加绕村、当孜村、笨扎村、林麦村、才木村、下木达村、米西村、西绕村、卡堆村和普卓村。